# Special Media SDL
Special Media SDL ist ein deutscher LGBTI-Zeitschriften- und -Onlinemedienverlag für die Zielgruppe LGBTI (Lesben, Schwule, Bi-, Trans* und Inter*). Die bekannteste Publikation des Verlags ist das Berliner Stadtmagazin Siegessäule, das seit 1984 besteht und das auflagenstärkste Stadtmagazin in Berlin und in ganz Deutschland ist. Es erscheint monatlich und wird mit einer durchschnittlichen Auflage von ca. 52.000 an circa 700 Stellen in Berlin kostenlos verteilt. Im Jahr 2016 war die Siegessäule auch außerhalb Berlins im Zeitschriftenhandel für einen Preis von 3,50 € zu kaufen.
Außerdem erscheint im Verlag L-MAG – das Magazin für Lesben, das seit 2003 besteht und bundesweit sowie in Österreich, Schweiz und Luxemburg im Zeitschriftenhandel sowie im Abo und als E-Paper erhältlich ist.
Special Media SDL wurde im Mai 2012 von den Journalistinnen Gudrun Fertig und Manuela Kay gegründet. Sie übernahmen mit dem neuen Verlag Medien des Jackwerth Verlags, dessen Namensgeber, Reiner Jackwerth, sich beruflich zurückzog. Beide waren zuvor lange Zeit als Chefredakteurinnen im Jackwerth Verlag tätig und sind jetzt unter anderem Geschäftsführerinnen von Special Media SDL. Der Firmensitz ist in Berlin-Kreuzberg.
Der Verlag versteht sich als klassisch journalistischer Special-Interest-Verlag mit klarer Trennung zwischen redaktionellen Inhalten und verkaufter Werbung sowie einem klaren Bekenntnis zu den Werten eines unabhängigen Journalismus.